# Неф, Генрих Генрихович
Генрих Генрихович фон Неф (1880—1950) — полковник лейб-гвардии 4-го стрелкового полка, участник Первой мировой войны. Участник Белого движения, генерал-майор.

## Биография
Евангелическо-лютеранского вероисповедания. Из потомственных дворян Эстляндской губернии. Сын титулярного советника Генриха Тимофеевича фон Нефа и жены его баронессы Эмилии Карловны Штакельберг. Внук живописца Т. А. Нефа.
В 1887 году был зачислен в пажи в память заслуг своего деда, генерал-лейтенанта барона К. К. Штакельберга. В 1893 году поступил в Пажеский корпус, по окончании которого в 1900 году был выпущен подпоручиком в лейб-гвардии 4-й стрелковый батальон.
С началом русско-японской войны, 27 марта 1904 года переведен в 6-й Восточно-Сибирский стрелковый полк с переименованием в поручики. Позднее был прикомандирован к 34-му Восточно-Сибирскому стрелковому полку на должность командира роты, в 1905 году назначен ординарцем к командиру 1-го Сибирского армейского корпуса генералу Зарубаеву. 9 декабря 1905 года переведен поручиком в лейб-гвардии 4-й стрелковый батальон, в 1910 году развернутый в полк. Произведен в штабс-капитаны 6 декабря 1908 года, в капитаны — 26 августа 1912 года. Был командиром 5-й роты.
В Первую мировую войну вступил в рядах стрелков Императорской фамилии. Пожалован Георгиевским оружием
За то, что в бою 21 сентября 1914 года у дер. Черников под сильным ружейным и шрапнельным огнем прорвался сквозь наступавшие цепи сильнейшего противника и присоединился к своему батальону.
Произведён в полковники 30 июля 1915 года, был назначен командиром батальона. Удостоен ордена Св. Георгия 4-й степени
За то, что, состоя в рядах лейб-гвардии 4-го стрелкового полка, в бою 15 июля 1916 года, наступая под сильным артиллерийским и пулеметным огнем во главе батальона на д. Тристень, увлек за собою солдат и ворвался в окопы противника. Преследуя его, направился на д. Шурин, которую захватил с боя, после чего продолжал преследовать противника, чем и обеспечил общий успех. В этом бою батальон захватил 12 орудий.
27 марта 1917 года назначен командиром 463-го пехотного Краснохолмского полка. После демобилизации армии вернулся в Эстонию, во время германской оккупации проживал в своей усадьбе. В Гражданскую войну участвовал в Белом движении. В октябре 1918 года вступил в Псковский добровольческий корпус Северной армии, где был назначен командиром 3-го Режицкого стрелкового полка. С 22 ноября 1918 года временно командовал Отдельным Псковским добровольческим корпусом. В декабре 1918 сумел вытеснить из Эстонии части 7-й армии РККА, однако в январе 1919 года был отстранен от командования по обвинению в германофильстве, а также из-за отказа признать независимость Эстонии. В июне 1919 года, после вступления в командование корпусом генерала А. П. Родзянко, был назначен командующим запасными частями Северо-Западной армии. Произведен в генерал-майоры с 25 июля 1919 года, в декабре того же года зачислен в резерв чинов Северо-Западной армии.
После ликвидации Северо-Западной армии остался в Эстонии. Служил в торговой фирме «BIM», состоял членом полкового объединения. Накануне Второй мировой войны переехал в Германию. Умер в 1950 году в лагере для перемещенных лиц в Западной Германии. Его жена Ирина Александровна Гольфштрем (1898—1936) была сестрой милосердия в Северо-Западной армии, покончила жизнь самоубийством в Нью-Йорке.

## Награды
- Орден Святой Анны 4-й ст. с надписью «за храбрость» (ВП 23.03.1905)
- Орден Святого Станислава 3-й ст. с мечами и бантом (ВП 25.03.1905)
- Орден Святого Станислава 2-й ст. с мечами (ВП 11.05.1906)
- Орден Святой Анны 3-й ст. с мечами и бантом (ВП 11.01.1907)
- Орден Святой Анны 2-й ст. с мечами (ВП 5.11.1906)
- Орден Святого Владимира 4-й ст. с мечами и бантом (ВП 22.11.1914)
- Георгиевское оружие (ВП 3.01.1915)
- Орден Святого Владимира 3-й ст. с мечами (ВП 7.01.1917)
- Орден Святого Георгия 4-й ст. (ПАФ 2.04.1917)